# Alois Kolísek
Alois Kolísek (ur. 1 kwietnia 1868 w Protivanovie, zm. 25 sierpnia 1931 w Brnie) – czeski ksiądz, pedagog, historyk, popularyzator kultury ludowej.

## Życiorys

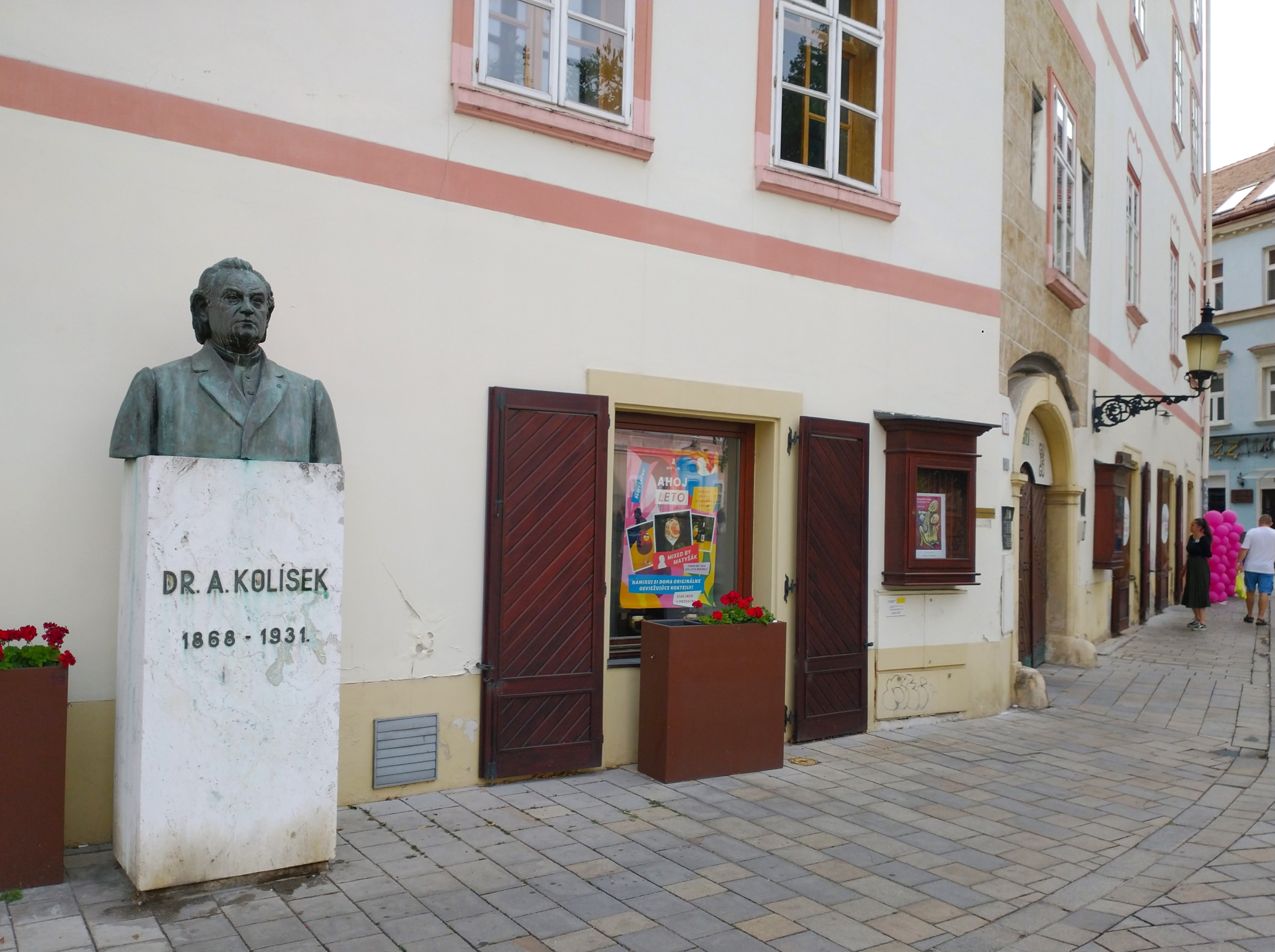
Popiersie w Bratysławie (Františkánske námestie)

Urodził się jako trzecie z dwunastu dzieci Františka Kolíska i Marianny de domo Kejíkovej. Wśród jego rodzeństwa, wychowującego się w trudnych warunkach materialnych, było sześciu księży. Uczęszczał do szkoły powszechnej w Protivanovie, w latach 1879–1887 do Państwowego Gimnazjum Wyższego w Brnie, a w latach 1887–1891 studiował na Biskupim Instytucie Teologicznym w Brnie. 26 lipca 1891 w Brnie przyjął sakrament święceń kapłańskich i wkrótce rozpoczął posługę w Náměšťi nad Oslavou (1891–1892). Był poliglotą i do 1894 studiował teologię w Rzymie. Po powrocie był kapelanem w Miroslavi, a następnie katechetą i administratorem Regionalnego Instytutu dla Głuchoniemych w Ivančicach. Od 21 września 1898 wykładał religię w Wyższej Szkole Realnej w Hodonínie. W mieście tym intensywnie działał społecznie. Promował stosunki czesko-słowackie (teren ten, zwany Słowacko, jest miejscem zamieszkałym w dużej mierze przez mniejszość słowacką). Wierzył we wspólny opór narodów czeskiego i słowackiego przeciw madziaryzacji. Odwiedzali go słowaccy działacze patriotyczni, m.in. Andrej Hlinka. Był organizatorem czesko-słowackiej wystawy w Hodonínie (4-22 maja 1902). 8 listopada 1919 opuścił miasto i objął posadę profesora zwyczajnego narodowej literatury słowackiej i estetyki na Wydziale Teologicznym w Uniwersytetu w Bratysławie. Wydział ten ostatecznie nie powstał, w związku z czym wykładał teologię w Trnawie, Bratysławie i Pradze.
Po rozpadzie monarchii austro-węgierskiej, w latach 1918–1920 został wybrany na członka Zgromadzenia Narodowego (z ramienia Słowaków). Przyczynił się do uczynienia edukacji muzycznej przedmiotem obowiązkowym w szkołach czechosłowackich. Był członkiem stowarzyszeń artystycznych, w tym m.in. Stowarzyszenia Morawskich Artystów Plastyków i Stowarzyszenia Artystów Słowackich.
Był organizatorem pielgrzymek do Lourdes i w trakcie jednej z nich zachorował i zmarł w Brnie. Pochowano go w kościele pielgrzymkowym Svatý Hostýn (Bystřice pod Hostýnem).